# Баван (Калвадос)
Баван (фр. Bavent) насеље је и општина у северној Француској у региону Доња Нормандија, у департману Калвадос која припада префектури Caen.
По подацима из 2011. године у општини је живело 1.733 становника, а густина насељености је износила 93,93 становника/km². Општина се простире на површини од 18,45 km². Налази се на средњој надморској висини од 40 метара (максималној 66 m, а минималној 2 m).

## Демографија
| 1962. | 1968. | 1975. | 1982. | 1990. | 1999. | 2011. |
| ----- | ----- | ----- | ----- | ----- | ----- | ----- |
| 905   | 984   | 993   | 914   | 1.606 | 1.723 | 1.733 |

График промене броја становника у току последњих година